# ラメック・バンダ
ラメック・バンダ（Lameck Banda, 2001年1月29日 - ）は、ザンビア・ルサカ州ルサカ出身のプロサッカー選手。セリエA・USレッチェ所属。ポジションはFW。

## クラブ経歴
2019年7月10日にロシアサッカー・プレミアリーグのFCアルセナル・トゥーラと契約。同月12日のFCディナモ・モスクワ戦で、早速先発で起用されプロデビュー。プロ1年目の2019-20シーズンは、リーグ戦9試合に出場。2020-21シーズンは2試合で起用されたところでイスラエル・プレミアリーグのマッカビ・ネタニヤFCにローン移籍。24試合2ゴールを記録し、翌2021-22シーズンはマッカビ・ペタク・チクヴァFCでプレー。シーズン自己最多の8ゴールを決めた。
2022年8月4日、USレッチェと延長オプション付きの5年契約を締結したことを発表。加入1年目の2022-23シーズンは36試合2ゴールを記録し、セリエA残留に貢献した。

## 代表経歴
プロデビュー前の2017年11月に、ユース代表を経験することもなく、16歳でザンビア代表に招集。同月11日の2018 FIFAワールドカップ・アフリカ予選のカメルーン代表戦で、後半41分に交代で起用され、いきなりフル代表デビュー。2019年にはU-23代表でアフリカ U-23ネイションズカップ予選に出場した。

## 人物
- プロデビューしたFCアルセナル・トゥーラでは、同じザンビア代表のエヴァンス・カングワ（英語版）とキングス・カングワとチームメイトだった。